# Canon EOS 300D

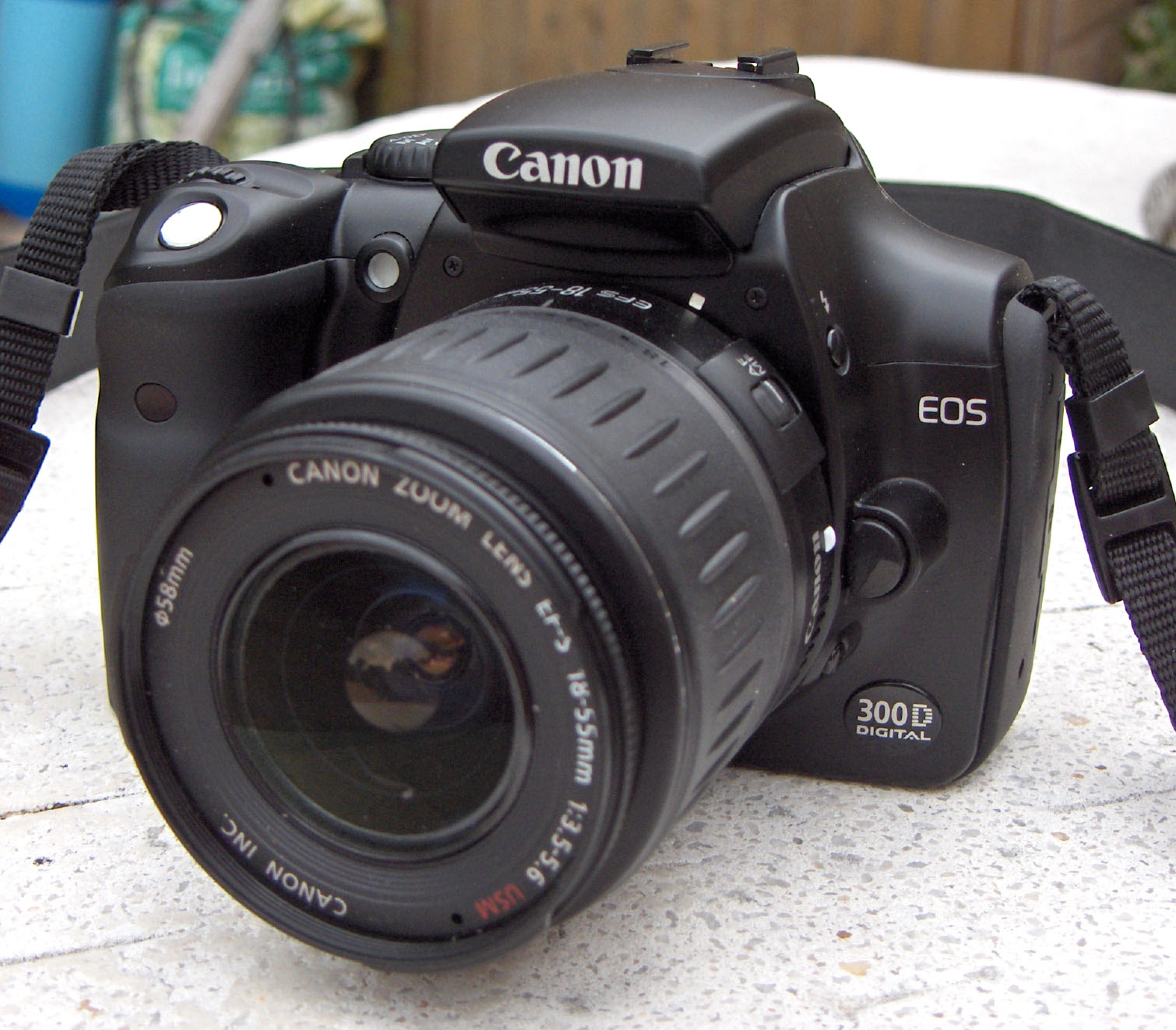
Canon EOS 300D en negre

La Canon EOS 300D és una càmera rèflex digital APS-C fabricada per Canon. Aquesta, va ser anunciada el 20 d'agost de 2003 amb un preu de venda suggerit de 899$ o 999$ amb l'objectiu Canon EF-S 18-55mm f/3.5-5.6, presentat junt amb la càmera. Aquesta òptica estava disponible en una versió USM al Japó i com a versió no USM en els altres llocs. A Euopa les 300D de color negre de producció molt tardana van estar disponibles amb la versió USM.
Al principi la 300D només estava disponible en color plata al mercat dels Estats Units i Europa, mentre que al Japó, també estava disponible en color negre. Més tard, aquest color també va estar disponible als altres mercats.
És coneguda com a EOS Digital Rebel a Amèrica i EOS Kiss Digital al Japó.
Aquesta va ser una fita important en les càmeres digitals, ja que va ser la primera reflex digital que es va vendre per menys de 1000 dòlars. La 300D va ser la primera càmera que va utilitzar la muntura Canon EF-S.
Aquest model va ser substituït el 2005 per la Canon EOS 350D.

## Característiques
Les seves característiques més destacades són:
- Sensor d'imatge CMOS APS-C de 6,3 megapíxels
- Processador d'imatge DIGIC
- 7 punts d'autoenfocament
- Disparo continu de 2,5 fotogrames per segon
- Sensibilitat ISO 100 - 1.600
- Pantalla LCD d'1,8" de 118.000 píxels
- Bateria BP-511

## Diferències respecte a la 350D
La Canon 350D té un sensor d'imatge amb més resolució (8,0 Mpx en lloc de 6,3Mpx) i és més ràpida en ràfega, ja que pot fer fins a 3 fps, en lloc de 2,5fps com la 300D. A altes sensibilitats ISO, la 350D genera menys soroll digital. En canvi, la 300D incorpora una pantalla LCD de més resolució, 118.000 píxels en lloc de 115.000.
La 350D ja inclou un USB 2.0, el qual accelera la transferència de dades de la càmera a un ordinador. La 350D és més lleugera, ja que pesa 105 grams menys.

## Inclòs a la caixa
- Cos de la Canon EOS 3000D[11]
- Objectiu EF-S 18-55mm f/3.5-5.6 / USM
- Corretja per la càmera EW-100DB II
- Bateria BP-511
- Carregador de bateria CB-5L
- Cable USB IFC-300CPU
- Cable de vídeo VC-100
- Cable d'alimentació
- CD de software: EOS Digital Solution i d'instruccions
- CD d'Adobe Photoshop Elements

## Accessoris compatibles
- Tots els objectius amb muntura EF / EF-S
- Flaixos amb muntura Canon
- Targetes de memoria Compact Flash